# Пінська військова флотилія
Не плутати з Пінською річковою флотилією (II Річ Посполита)

Бронекатери типу Д під час навчань Київського військового округу 1935 р.

Пі́нська військо́ва флоти́лія — річкова військова флотилія у складі військово-морського флоту Збройних Сил СРСР, що існувала у червні 1940 — вересні 1941 рр. Була створена з кораблів і частин розформованої Дніпровської військової флотилії. Головна база — Пінськ, тилова — Київ.

## Історія

Пам'ятний знак у Черкасах

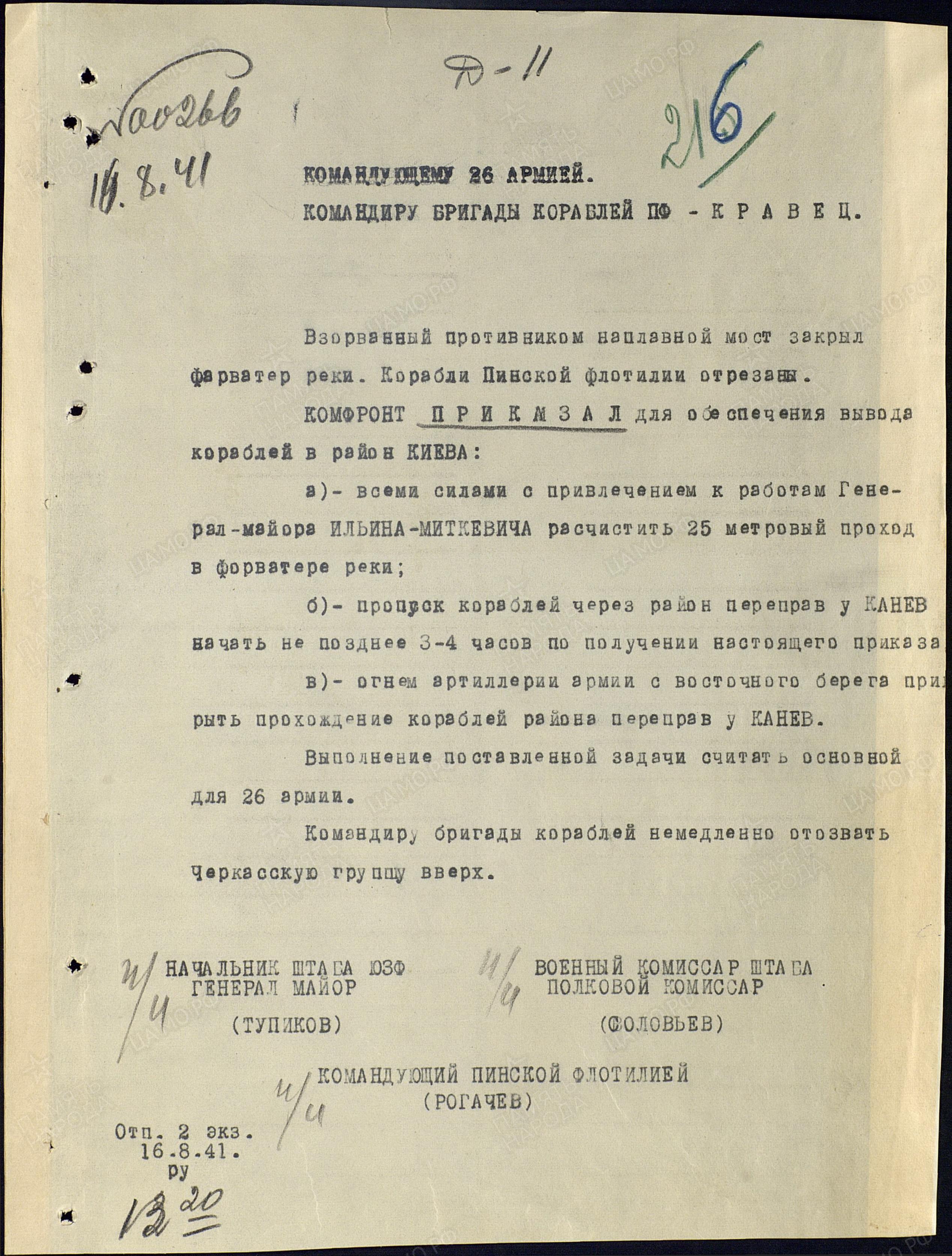
Наказ штабу Південно-Західного фронту № 266 від 14.08.1941 г. на підготовку до Канівського прориву кораблів Пінської військової флотилії.
Архів: ЦАМО, Фонд: 229, Опис: 161, Справа: 11, Аркуш документа у справі: 216

Пінську військову флотилію сформували в червні 1940 року з кораблів і частин розформованої Дніпровської військової флотилії. З початком німецько-радянської війни флотилія діяла на межі Західного і Південно-Західного фронтів. В перші дні війни за передвоєнним мобілізаційним планом додатково мобілізували, переоблаштували та озброїли наступні цивільні судна:
- 4 парових колісних буксирів у канонерські човни (2 гармати головного калібру 102..120 мм);
- 8 парових колісних буксирів у сторожові кораблі (1-2 гармати головного калібру 75..76 мм);
- 8 дизельних невеликих теплоходів сторожові катери, озброєні двома 45-мм гарматами;
- 3 парових колісних буксира та 2 судна з газогенераторним котлом передано до ПВФ як неозброєні буксири;
- 2 колісних пасажирських пароплави переоблаштовано у шпитальні судна.

Спільною директивою наркома ВМФ і начальника Генерального штабу від 11 липня 1941 року флотилія була розділена на 3 загони: Березинський, Прип'ятський (на Березині і Прип'яті — в оперативному підпорядкуванні Західного фронту) і Дніпровський (на Дніпрі — в оперативному підпорядкуванні Південно-Західного фронту). Березинський загін взаємодіяв з 21-ю армією, Прип'ятський — з частинами 4-ї і 5-ї армій, Дніпровський — з частинами 26-ї і 38-ї армій. У серпні 1941 були утворені Київський і Чернігівський загони, оскільки німецькі війська наблизилися даних міст.

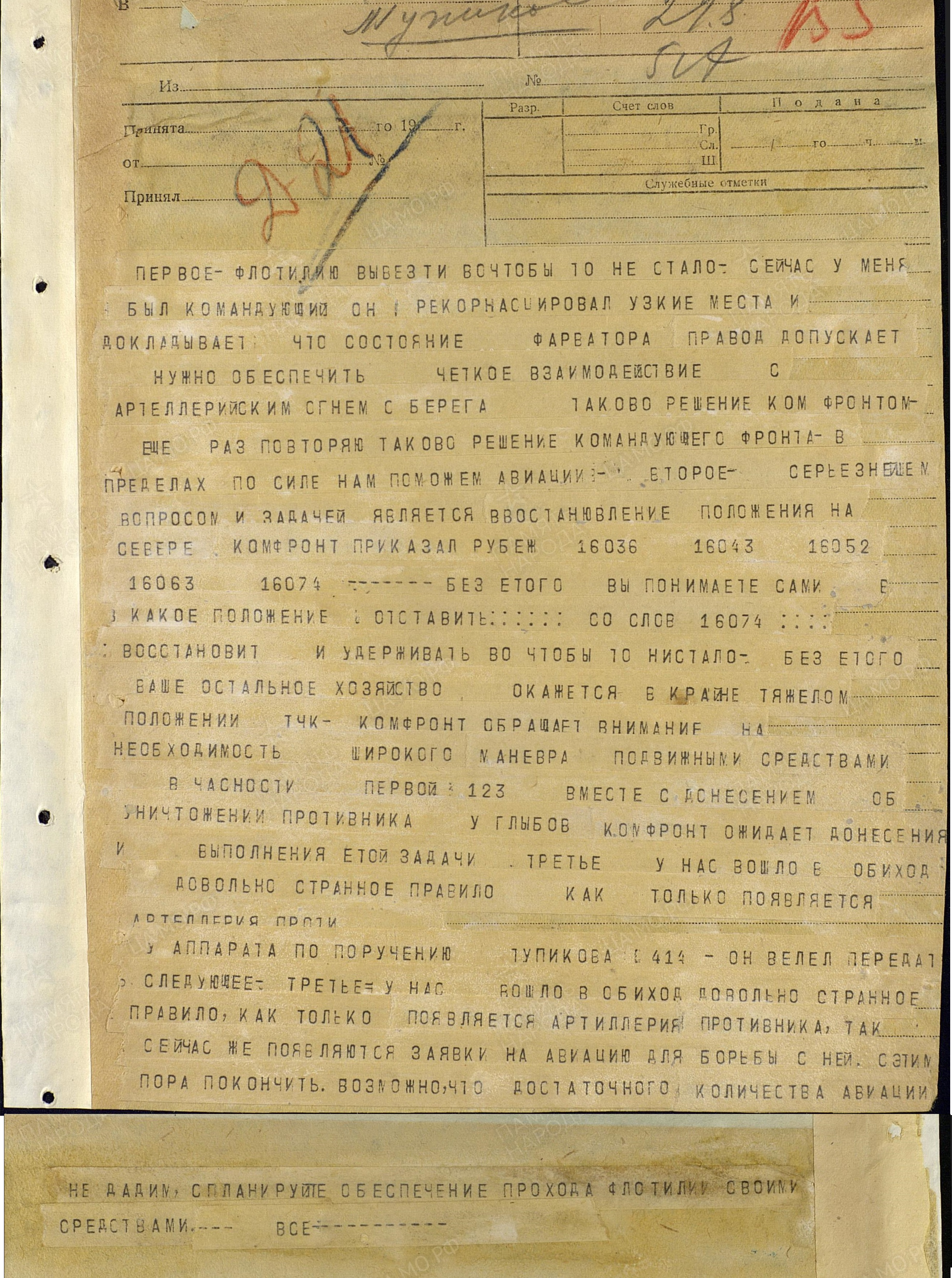
Переговори штабів Південно-Західного фронту та 5-ї армії від 29.08.1941 г. на підготовку 2-го прориву кораблів Пінської військової флотилії через Окуніново до Києва.
Архів: ЦАМО, Фонд: 229, Опис: 161, Справа: 128, Аркуш початку документа у справі: 155

Київський загін річкових кораблів (ЗРК), сформований 4 серпня для взаємодії з військами Київського укріпрайону, почав активно діяти на лівому фланзі КиУР з 7 серпня, коли німецькі частини підійшли до села Пирогово та наблизилися до Дніпра. Склад загону часто змінювався, але на початку в нього входили: канонерські човни «Кремль», «Каганович», «Димитрів», монітор «Флягін», сторожові катери «С-1» та «С-2», бронекатер «Н-15». Також лівий фланг КиУР отримував вогневу підтримку артилерії з лівого берега Дніпра. Кораблі вели вогонь з закритих позицій із дніпровських рукавів у районі Осокорки — Вишеньки за заявками сухопутних частин, наприклад 147-ї стрілецької дивізії. Сторожові пункти, що складалися з особового складу флотилії, розташовувалися у сухопутних частинах та тримали зв'язок зі своїми кораблями по телефону або радіо.
Флотилія сприяла тривалому утриманню переправ через Дніпро і створенню оборони радянськими військами на його лівому березі у серпні 1941 року. У серпні — вересні 1941 Пінська військова флотилія брала участь в обороні Києва, Канева, Ржищіва, Чернігова та Черкас. В середині серпня супротивник вийшов безпосередньо до Дніпра, захопив Канів та плацдарм на лівому березі Дніпра у районі Горностайпіль — Окунінове, що північніше української столиці. Таким чином, ПВФ була вимушена провести три операції з метою прориву кораблів та суден у Київ. Дніпровський ЗРК здійснив 17 — 19 серпня 1941 року так званий Канівський прорив з району Канева до Києва. Дану операцію підтримали діями військ зв'язку та польової та далекобійної артилерії сухопутних військ, яка вела вогонь по ворожим цілям з лівого берега. Загалом прорив виявився вдалим, а втрати були мінімальними. 25 — 26 серпня провели 1-й Окуніновський прорив Прип'ятським ЗРК з району Чорнобиль — Домантове на Київ, минаючи німецький плацдарм біля Окунінове. 30 — 31 серпня проходив 2-й Окуніновський прорив з тією ж метою. Ці дві операції виявились невдалими. До Києва прибула приблизно одна третина задіяних кораблів. Друга третина була потоплена під час прориву або вогнем з берега, або атаками ворожих літаків. Решта (також близько третини) повернулася у район Чорнобиль — Домантове, де була невдовзі знищена німецькими військами, які підійшли до річки.
У зв'язку з відходом частин Червоної Армії з Києва (19 вересня 1941) кораблі, що залишалися в строю (4 монітори, канонерський човен, бронекатер, 4 тральщики і сторожовий катер), були підірвані власними екіпажами 18 вересня 1941 за наказом Військової Ради 37-ї армії. З особового складу кораблів, тилових та штабних підрозділів було сформовано 2 сухопутних загони чисельністю 300—400 осіб кожен. 1-й загін вів бої у районі Остер — Бобрик — Русанів, а 2-й загін  боронив рубежі КиУР поблизу Голосіївського лісу. З оточення вийшли близько 450 моряків. Розформована флотилія на підставі наказу наркома ВМФ від 5 жовтня 1941 р.
Загалом події війни довели, що кораблі флотилії програвали бій на прямій видимості з замаскованими на березі протитанковими гарматами або танками. Їх бронювання було доволі скромне (5 — 15 мм проти 20 — 30 мм у німецького Panzer III). До того ж вони були повільною та великою за розмірами ціллю на поверхні річки. Загальний дефіцит зенітного озброєння Червоної Армії також робив їх легкою здобиччю для пікірувальників. Найбільш ефективними виявився вогонь кораблів з закритих позицій гарматами калібру не менш ніж 76 мм по наземних цілях на відносно великих відстанях. До таких прикладів належать вдалі дії сторожового корабля «Пушкін» неподалік Києва, дії монітора «Вітебськ» на річці Десна. У даному контексті треба вважати помилкою мобілізацію цілої низки суден та переоблаштування їх у сторожові катери, озброєні 45-мм гарматами, а також наявність у складі флотилії сторожових катерів з 45-мм гарматами та кулеметами або катерів-тральщиків з кулеметним озброєнням. Останні лише один раз використовувалися за прямим призначенням. З урахуванням дуже активних дій люфтваффе та необхідності прикривати дніпровські мости дуже вдалим було рішення про побудову барж-плавбатарей ППО, озброєних ефективними 37-мм автоматами.

## Склад флотилії
На початок війни флотилія мала 78 гармат берегової артилерії, 14 літаків, 12 кораблів, 30 катерів. Після мобілізації до її складу входило 7 моніторів, 8 канонерських човнів, 8 сторожових кораблів, 10 сторожових катерів, 15 бронекатерів, 4 тральщики, міновий загородник, загін глісерів, напівглісерів, 3 несамохідних баржі ППО з двома 37-мм автоматичними зенітками кожна, зенітний артилерійський дивізіон, окрема авіаескадрилья, окрема рота морської піхоти, 7 самоходних плавбаз. У липні до складу флотилії прийшли з Дунаю 2 монітори. У ході війни мобілізація кораблів продовжувалася.
Серед кораблів Пінської флотилії були:
- монітори «Вітебськ», «Житомир», «Бобруйськ», «Вінниця», «Смоленськ», «Лєвачов», «Флягін», «Жемчужин», «Ростовцев»;
- канонерскі човни «Передовий», «Кремль», «Каганович», «Вірний», «Димитров», «Смольний», «Білорус», «Трудовий»;
- сторожові кораблі «Пушкін», «Водоп'янов»;
- 5 бронекатерів типу Д № 201, № 202, № 203, № 204, № 205;
- 1 бронекатер типу Н «Н-15»;
- 9 бронекатерів типу T № 41, № 42, № 43, № 44, № 45, № 51, № 52, № 53, № 54.

## Командування
- Командувачі:
  - контр-адмірал Рогачов Д. Д. (22 червня — 18 вересня 1941 року).
- Військовий комісар:
  - полковий комісар Г. В. Татарченко (липень 1940 р. — липень 1941 р.);
  - бригадний комісар І. І. Кузнецов (липень-вересень 1941 року).
- Начальники штабу:
  - капітан 2-го рангу Г. І. Брахтман (22 червня — 20 вересня 1941 року).